# أوانا بان
أوانا بان (بالرومانية: Oana Ban)‏ هي لاعبة جمباز فني رومانية، ولدت في 11 يناير 1986 في كلوج نابوكا في رومانيا.

## وصلات خارجية
- أوانا بان على موقع الاتحاد الدولي للجمباز (licence) (الإنجليزية)
- أوانا بان على موقع الاتحاد الدولي للجمباز (biography) (الإنجليزية)
- أوانا بان على موقع أوليمبيديا (الإنجليزية)
- أوانا بان على موقع اللجنة الأولمبية الرومانية (الرومانية)